# 楊延定
楊永，字延定（“延廣”或“延宗”），楊家將小說、戲曲及民間傳說中的人物；并州太原（今山西太原）人，金刀老令公楊業的次子，故稱“楊二郎”。二郎尊敬長兄大郎，同時對眾弟既嚴厲又呵護，在兄弟中負起次兄的職責，眾弟也對他十分聽從和尊重。為人驍勇而有膽略，在楊家將中擔任副指揮，兼任先鋒的位置；曾經連殺十幾員遼將，經常在大軍的最前方首當其衝。

## 生平
楊二郎，字延定，《金枪传》编写二郎的专属武器是八寶赤金槍。早年與大郎楊延平隨楊業抵抗北宋。在北漢時曾經驍勇地指揮弓弩手伏擊宋太祖，後在北宋官拜殿前大將；與父親北伐遼國，是楊家軍的副指揮，斬殺十幾員遼將，賜封義勇侯。

### 幽州救援
原著《楊家將演義》：遼國急攻在邠陽城宋太宗和大郎延平，延平遂即到代州與幽州屯兵的楊業救援，楊業道知後，與七子八人離開代州，到邠陽城救援。大郎延平代宋太宗詐降，并在相見之際，射殺天慶王。此舉激怒了遼將韓延壽，在沒有準備的情況下被一槍挑死。延定看見大郎被刺死正來救援，耶律奇騎馬而出，與延定交鋒。延定雖然勇猛，但部下都逐漸被擊潰。自己的馬卻被遼兵湧上，斬斷馬足，延定翻倒在戰場，被千軍的亂馬蹂踏至死。
《楊家府演義》：大概與《楊家將演義》的故事一樣，在幽州為保護宋太宗離開，而與兄弟一行五人迎戰遼邦，讓父親楊令公及六郎、七郎護送宋太宗離開。在令公等人撤離後，侍臣據逃回的士兵的戰況向楊令公回報，并説道二郎被遼兵射落在馬下，被遼軍蹂踏而死。

### 血戰金沙灘
田連元《楊家將》評書：遼邦邀請宋主宋太宗到金沙灘，擺設雙龍會議和。宋太宗心知這是鴻門宴，心有餘悸。潘仁美因為極少人看過宋主的容貌，向宋太宗提議找與宋主相似的人相扮。宋太宗大喜，但詢問不知道誰擔當這個位置。潘仁美用眼珠打轉提示，眼神意指楊大郎楊延平。宋主看到潘仁美的眼睛往邊上大着，原來是楊延平，好着與主相似，但心想沒事還好，如果有事上來不知道怎樣辦。宋主詢問年輕穩重的八賢王，八賢王心知潘豹早前擂臺打死不少人，也把楊府的人打死，按照潘家的規定，打死不償命。可惜碰巧被楊延嗣上臺打死，按理是不償命，但把潘仁美氣坏。潘仁美每次都找楊家麻煩，這次征伐，潘仁美是元帥，楊業是先鋒，如果不是皇叔親征，早就不和。八賢王知道潘仁美想讓楊大郎代替宋太宗赴死的惡計，便假裝糊塗回答：“營上沒有人與你相像。”說完二人擔心，宋太宗擔心自己的安危，八賢王擔心楊業說話請命，怕他的忠勇會請求他家兒子來擔當這個職責，楊業也缺少防人之心，會正中別人的圈套。此刻，楊業請命：“臣有一言，絮怕欺君之罪。本長子與聖上相似，次子與八賢王相似，二人假扮聖上和八賢王，帶領眾將到雙龍會談判，未知如何？”宋太宗故作不好意思哪能讓令公一家這樣做，楊業再次請命，宋太宗唯有答應，八賢王說道楊家擔當大任而官少，宋太宗將楊業加封為中書令職位。自此，有人叫楊業為老令公，潘仁美紅了眼，心想希望你們能從幽州活到回來。大郎假扮宋主，二郎假扮八賢王，三郎裝扮成殿前將軍，四郎、五郎裝扮成保駕大臣，六郎裝扮成虎賁隊隊長，七郎楊延嗣、八郎楊延順，因為較為年輕而裝扮給皇帝、王爺牽馬的禦馬童，金刀楊業，東平王高君保、魯南王鄭印、金鞭王呼延贊等人一起前往。潘仁美和將士保護真皇上在將營。
第二天各人裝扮好準備出發，楊大郎在袖裡藏箭，為了以防萬一而藏袖箭。眾人與宋主、八賢王等人拜別前行。天慶王耶律賢見宋主一來格外開心，城裡擺下埋伏，能在此會把他們殺死。天慶王與假宋主楊大郎并馬而行，下馬進入大廳，命人倒酒。酒壺是轉心壺，能藏兩種酒，一種是正常的酒，一種是毒酒，毒酒都倒給大郎和二郎的杯子裡。天慶王借議和之勢，讓眾人舉杯而飲。楊大郎提防而看到是載酒的是個壺，但看到遼方進飲，認為對方可能真的投降，與二郎放下戒心喝酒。天慶王假惺惺拿出降書，等宋主和八賢王毒性發作。大郎、二郎此時毒性發作，耶律賢見此笑了，但看到大郎笑了反被嚇唬。大郎說出自己的真正身份，一手袖箭射殺了天慶王耶律賢。原本遼邦是毒殺宋主和八賢王後，敲響吊鐘，讓窗口滿布五百弓箭手射殺所有人，往屏風後面逃跑。可惜天慶王已死，韓昌就算楊家將來了也要把他們射殺，命了五百弓箭手把大廳全圍了，楊大郎終於支撐不住而倒下離去。大郎死前殺死了天慶王而高興，心想不能白白給他們毒死。二郎看到遼國大臣全部開始往屏風後逃跑，剛給他們倒酒的大臣指揮其它遼兵撤退，二郎便用手中金鐧，一鐧飛死倒酒的指揮遼兵，手中沒有鐧支撐，只能倒地，三、四、五郎扶著大郎、二郎，二郎最後說不殺遼賊，死不瞑目，最后含恨毒發而亡。
劉蘭芳《楊家將》評書，
天慶王約宋太宗到金沙灘設下雙龍會假裝議和，宋太宗便與楊家將等到金沙灘談判。來到金沙灘進入土城，入夜後被遼國兵馬夜襲。大郎見此讓自己代替宋太宗到會盟臺簽降書時殺死韓昌和天慶王，二郎自己裝扮成八賢王，眾弟郎陪同。大郎到達後射殺了天慶王，舉動惹怒了眾遼將，遼兵遼將一擁而上，二郎延定和三郎延安等眾弟擺槍迎敵。誰知大郎在上馬不為意下被偷襲而亡，二郎延定聽見胡達大喊楊大郎被他所殺。回頭一看，大郎倒在馬車下的血泊裡，此時紅了眼的延定誓殺胡達為大郎報仇。說完騎著馬奔襲胡達那去，胡達與延定交鋒被壓倒，他身體一歪被二郎使槍插死，然後把他的屍體踹下。二郎殺完回到馬車那裡，七郎抱起將快死去的大郎，大郎最後輕微地說大哥不行，你們快點沖出去後閉眼死去。二郎看到此喊七郎快點走，大郎現在死了我們管不了，往後我們一定要為大哥報仇。七郎延嗣聽後用一面軍旗把他覆蓋後，騎上馬和二郎一起追上前面突圍的三郎延安、四郎延輝、五郎延德、六郎延昭，二郎延定率領剩下的楊家將沖出土城。金沙灘的土城有兩座，二郎延定叫大家不要分散，要死都要一起，眾郎點頭呼應。前面是土城的城門不遠的地方，韓昌看見楊家將正在突圍，命令城上的人落下千斤閘。眾郎看見前面城門下閘，後面有不少追兵大家都十分焦急。千斤閘已經到一半，延定見此一馬當先沖到閘下，兩臂有力地托著門閘，人借著馬力，讓自己的弟弟都過去。六郎延昭讓其他兄弟進去先，打算頂替二郎延定，但延定還是讓自己頂著。六郎知道再說也沒用，只好繼續沖出去。八郎在二郎快支撐不了的時候也衝過城門，遼將韓昌看見遠處有人托著千斤閘，氣得用箭射延定，誰知射倒延定的肩膀而減少力氣，遼兵箭雨齊發，但是因為千斤閘壓著最後不能脫身，最終死在千斤閘和箭雨之下，替八賢王死在金沙灘。

### 三英陣亡
評書《楊家將演義》：楊家軍楊業為先鋒、潘家軍潘仁美為中軍、呼家軍呼延贊後援糧草等軍備三路進軍遼國，保駕宋太宗出征北伐遼邦。來到五臺山，楊業與七子拜佛求平安。方丈智聰禪師目到楊業以天下為大任，非常感動，但他不忍心楊家將到來的災難，也不敢道破天機，於是勸楊業解甲歸田。楊令公回答：“楊業自己不是貪功好戰之人，全因遼邦屢次侵擾，無論北宋還是遼國的百姓都被害得民不聊生。只能以戰止戰制止遼邦的行為，為百姓謀福。如果兩國而友好結交，我一定解甲歸田，不會再過問功名利祿。”智聰禪師（京劇為鬼谷子）看見楊業這樣便對他說：“我有一句話給將軍——金沙灘雙龍會；七子去，六子回。” 令公認為七子其中一人回不來，而大郎是保駕大將軍，也是這場戰役首當其衝的主將，還望智聰禪師解釋其意，禪師搖頭不回答，令公也不勉強，便與七子下山出征。
楊家將連續大破遼軍，蕭太後只好親臨陣地，鼓舞士氣，并想出以退為進，誘宋太宗到金沙灘談判，一并將宋太宗和楊家將擒拿。楊業知道這是蕭太後的詭計，看到大郎面貌與宋主相像，提議由大郎喬裝代宋太宗談判；最後得到宋太宗同意，大郎坐上座駕代宋主到金沙灘談判。在金沙灘中對峙，天慶王在談判過程中，看破宋太祖是楊大郎假扮的，便號令開戰。楊業冷靜地分三路應對，左路由大郎延平、二郎延定、三郎延安率領，中路由其父楊業和六郎延昭、七郎延嗣率領，右路則是四郎延輝、五郎延德率領。各路楊家軍奮戰殺敵，遼兵急劇增加，楊家軍各三路都被衝散，首尾不能相顧。而左路軍的大郎楊延平看到天慶王在馬上坐山觀虎鬥，左右無人，便挽弓一箭射殺天慶王。激怒了遼軍，被遼軍亂槍至死。同一路軍的二郎看到大哥被刺死，眼睛通紅怒殺左右遼軍，打算救援大郎。二郎雖然很勇猛，但可惜部下全部戰死，自己的坐騎馬腳被遼兵削去而翻倒。眼看大郎慢慢死去，二郎也無力救援大郎，自己也被亂槍刺死，再被馬踏而亡。同路軍的三郎看到大郎、二郎被殺，軍隊幾乎被全部殲滅，隨即躍馬突圍逃跑，馬跑到蘆葦草叢，誰知道被遼兵設下的鉤鐮槍鈎去馬腳而摔倒在地，再被遼兵一擁而殺。

## 家庭

### 父親
- 楊業（金刀老令公）

### 母親
- 佘太君（老令婆）

### 兄
- 大郎延平

### 弟
- 三郎延安；
- 四郎延輝；
- 五郎延德；
- 六郎延昭；
- 七郎延嗣；
- 八郎延順

### 妹
- 八妹延琪
- 九妹延瑛

## 歷代扮演
- 《楊家將》中，由吳鎮宇飾演
- 《楊門虎將》中，由張梓宸飾演
- 《少年楊家將》中，由宋洋飾演
- 《忠烈楊家將》中，由于波飾演
- 《五郎八卦棍》中，由劉家榮飾演

## 外部連結
- 楊家將演義 第十六回　太宗駕幸五臺山　淵平戰死幽州城
- 楊家府演義 太宗駕幸昊天寺 （页面存档备份，存于）
- 評書楊家將[永久]
- 田連元 血戰金沙灘[永久]

Template:七郎八虎